# Хениг, Михаэль
Ми́хаэль Хе́ниг (Хёниг, нем. Michael Hoenig; род. 4 января 1952, Гамбург) — немецкий композитор и музыкант, представитель Берлинской школы электронной музыки. Хениг также известен как автор музыки к нескольким фильмам и играм. В 1996 году Хениг был номинирован на премию «Эмми» за музыку к научно-фантастическому сериалу «Темные небеса».

## Биография
В конце 1960-х годов Хениг работал редактором берлинского андерграундного журнала LOVE, активно участвуя в пышно расцветавшей берлинской сцене прогрессивного рока, взрастившей таких артистов, как Tangerine Dream, Ash Ra Tempel и Agitation Free.
В феврале 1971 года Хенига пригласили в Agitation Free в качестве члена группы, где он занимался электронной обработкой музыки, созданием космического и гипнотического синтезаторного звучания на альбомах Malesch (1972) и Second (1973). Наиболее весомый вклад Хениг внес монументальной электроникой и грохочущими шумами в концертный альбом Last (1974).
В марте 1975 года группа Tangerine Dream пригласила Хенига заменить Петера Баумана в гастрольном туре по Австралии и на концерте в Королевском Альберт-холле в Лондоне. В итоге это привело к уходу Хенига из Agitation Free, которая вскоре распалась.
Когда Бауман вернулся в Tangerine Dream, Хениг стал работать вместе с Клаусом Шульце в недолговечном проекте Timewind.
В 1976 году Хениг некоторое время сотрудничал с Мануэлем Геттшингом, одна из их совместных сессий была издана в 1997 году под названием Early Water.
В 1977 году Хениг выпустил свой первый сольный альбом Departure from the Northern Wasteland, по звучанию тесно связанный с Tangerine Dream типичными синтезаторными арпеджио и абстрактными атмосферами. Альбом получил положительные отзывы и сегодня считается классикой Берлинской школы электронной музыки.
Вскоре после выхода альбома Хениг переехал в Лос-Анджелес, где организовал собственную студию звукозаписи и стал писать музыку для кинофильмов, телепрограмм и компьютерных игр.
В 1987 году Хениг выпустил свой второй сольный альбом Xcept One.
Является автором оригинального саундтрека к играм серии Baldur`s Gate, от студии BioWare.

## Дискография
Сольные
- Departure from the Northern Wasteland (1977)
- Xcept One (1987)
- The Blob (1988), саундтрек к фильму 1988 года
- Dark Skies (2006), саундтрек к телесериалу 1996 года

С Tangerine Dream
- Bootleg Box Set Vol 1 (2003), включая полный концерт в Королевском Альберт-холле 1975 года

С Мануэлем Геттшингом
- Early Water (1997), записан в 1976 году

## Игры
- Baldur's Gate (1998)
- Baldur's Gate: Tales of the Sword Coast (1999)
- Baldur's Gate II: Shadows of Amn (2000)